# 홍희관
홍희관(洪熙官, Hung Hei Gun, 훙시관, 1745년 ~ 1825년)은 중국 청나라 왕조 초기의 무술가로 홍가권(洪家拳)의 창시자이다. 본래 복건성에서 차(茶)를 파는 상인이었던 그는 소림무술의 고수인 지선선사(至善禪師)의 문하에 입문하여 속가 제자로서 무술을 수련하기 시작한다. 무예에 재능이 뛰어났던 그는 스승으로부터 배운 소림 무술을 개량하고 자신의 성을 따서 홍가권을 창안하였다.

## 생애
홍희관은 본래 차(茶)를 파는 일을 생업으로 하였으나 청조의 만주인 귀족 몇몇과 다툼이 있은 후 남쪽으로 달아나 복건 소림사에 몸을 의탁하였다. 소림 무공의 달인인 지선선사(至善禪師)는 그를 속가 제자(승려가 되지 않고 불가의 가르침과 무술을 배우는 제자)로 받아들여 그에게 무예를 가르쳤으며, 홍희관이 무예에 상당한 재능이 있다는 사실을 알게 된 이후 호권(虎拳)을 그에게 전수하여 주었다. 호권은 소림오권(少林五拳) 중 으뜸이자 가장 기본이 되는 권법이다. 지선선사로부터 소림의 모든 기예를 전수받은 홍희관은 소림사의 속가 제자 중 최고의 실력을 자랑하게 되었다. 이즈음 그의 무서움을 알려주는 구절이 복건천주부지(福建泉州府誌)에 실려있는데 "홍희관, 능히 한 주먹으로 사람을 죽일 수 있다."는 구절이 바로 그것이다. 이후 청나라 황실에서 명나라 부흥을 조장한다는 이유로 소림사를 파괴하자 그는 멀리 피신하게 된다. 도중에 스승 지선선사와 그의 사제 방세옥(方世玉)은 청조의 사주를 받은 무당파(武當派)의 백미도인(白眉道人)과 그의 제자 풍도덕(馮道德)에게 죽음을 당하였다고 한다. 스승과 사제를 잃고 방랑하던 홍희관은 방세옥의 딸이자 학권(鶴拳)의 고수인 방영춘(方永春)을 만나 그녀에게서 학권을 배웠으며, 호권의 강맹함과 학권의 부드러움을 조화시켜 마침내 강유의 조화를 이룬 호학쌍형권(虎鶴雙形拳)을 창안하여 백미도인을 쓰러뜨리고 스승과 사제의 원수를 갚았다. 이후 방영춘과 결혼한 홍희관은 자신이 창안한 기법을 바탕으로 권법들을 정리하여 자신의 성을 본따 홍가권(洪家拳)이라는 권법을 창시하고 도장을 열었으며, 소림 무술을 금지한 청조의 위협으로부터 제자들을 보호하였다. 홍가권은 이후 영남무술 중 제일권술의 반열에 오르게 된다.

## 무술과 계보
홍희관의 무술은 스승 지선선사로부터 배운 소림 무술을 바탕으로 하여 그가 창안해 낸 홍가권이다. 초창기 호권(虎拳)의 강맹함만 갖추고 있던 그의 무술은 이후 아내 방영춘에게서 배운 학권(鶴拳)과 결합하여 강유를 두루 갖춘 호학쌍형권(虎鶴雙形拳)으로 발전했으며 또한 기존의 호권을 개량하여 더욱 위력적이고 즉실성 높은 기법으로 이루어진 공자복호권(工字伏虎拳)을 창안한다. 이후 그의 아들인 홍문정(洪文定)과 사제 육아채(陸阿采)에게로 이어진 홍가권은 광동십호(廣東十虎) 황기영(黃麒英)에게로 이어졌고 황기영은 또다시 아들인 황비홍(黃飛鴻)에게로 전수하였다. 황비홍은 자신이 전수받은 홍가권을 새롭게 개량하고 소걸아(蘇乞兒)와 임복성(林福成), 송휘당(宋輝鏜) 등으로부터 새로운 권법을 배워 홍가권에 편입시켜 홍가권을 영남무술 중 최대 문파로 부흥시키는데 공헌을 하여 홍가문 사람들은 모두 황비홍을 홍가권의 일대종사이자 중흥조로 삼고 있다.

## 비밀 결사 홍문과 삼합회
홍희관의 계보는 홍문(洪門)으로 이어졌는데 홍문은 청나라 때 명나라를 복건하려는 한족 비밀 결사단체였다. 홍희관의 아들인 홍문정이 개창하였다고 알려진 홍문은 반청복명(反淸復明)의 기치를 내걸고 만주족 왕조인 청조에 반대하고 한족 왕조인 명조를 재건하려는 레지스탕스 운동을 적극적으로 펼쳤다. 따라서 홍문에 가입한 대다수 혁명 전사들은 한족 출신이었다. 그들은 언제 죽을지 모르는 위험한 때를 살고 있었기에 오랜 시간 수련을 할 수가 없었다. 따라서 즉실성이 높고 단기간에 강해질 수 있는 권법을 수련해야 했는데 홍가권이 이에 가장 적합한 권법이었기에 그들은 홍가권을 바탕으로 몸을 단련하여 혁명 운동을 펼칠 수가 있었다. 이후 홍문은 태평천국(太平天國) 운동과 신해혁명(申亥革命) 등에 협력하는 애국적 비밀 결사 단체를 유지하였으나 시대가 바뀌면서 홍문은 본래의 순수한 뜻을 잃어버리고 점차 온갖 범죄를 저지르는 지하 조직으로 변질되어갔으며 홍콩 일대에서 악명을 떨치고 있는 삼합회(三合會)가 홍문의 후신이라고 한다.

## 홍희관이 등장한 영화와 드라마
홍희관은 중국인들에게 황비홍만큼이나 유명한 인물이기에 그를 다룬 수많은 서적과 영화, 드라마가 줄기차게 생산되었다. 대다수 홍희관을 다룬 영화는 쇼 브라더스사의 유가량(劉家良) 감독과 장철(張徹) 감독에 의해 무수히 많이 제작되었는데 이는 유가량 감독이 황비홍 적전 제자로 정통 홍가권의 계승자이기 때문이기도 하지만 그만큼 중국인들에게 홍희관과 그를 둘러싼 혁명 열사들의 이야기가 민간의 구전처럼 널리 퍼져있어 많은 인기를 얻고 있기 때문이다. 이 때문에 홍희관 외에도 그의 사제인 방세옥, 호혜건 등이 소림사를 탄압하는 청조와 맞서다가 장렬하게 전사하는 혁명 열사들로 그려져왔다.
유가량, 장철 감독의 영화에서는 무술 대회 우승자 출신의 진관태(陳觀泰)가 홍희관 역을 맡아왔고 홍가권의 전승자였던 부성(傅聲)이 방세옥 역을, 역시 홍가권의 전승자인 척관군(戚冠軍)이 호혜건 역을 맡아 열연했다. 90년대 들어 이연걸이 황비홍 시리즈에 이어 소림오조(新少林五祖)에서 홍희관 역을 맡기도 하였다. 전쯔단(견자단, 甄子丹) 역시 90년대 TV시리즈 소림의사 홍희관(少林義士洪熙官)에서 주인공 홍희관 역을 맡았는데 이 드라마는 국내 공중파 방송인 SBS에서 신권무적 홍희관(神拳無敵洪熙官)이라는 제목으로 방영되기도 하였다. 비디오 출시명은 패도무혼(覇道武魂)이었다.
<영화>
- 방세옥과 홍희관 (方世玉與洪熙官, 1974) - 장철 감독 / 진관태(홍희관 역), 부성(방세옥 역)
- 홍희관 (洪熙官, 1977) - 유가량 감독 / 진관태(홍희관 역), 이려려(방영춘 역), 왕우(홍문정 역), 나열(백미도인 역)
- 소림오조 (新少林五祖, 1994) - 왕정 감독 / 이연걸(홍희관 역), 구숙정(홍두 역), 사묘(홍문정 역)

<드라마>
- 홍희관 (少林義士洪熙官, 1994) - 진우초 감독 / 전쯔단(홍희관 역), 채효의(엄영춘 역), 황수당(백미도인 역)

## 같이 보기
- 홍가권
- 지선선사

## 참조
- 소림홍권(공자복호권) - 중화민국장권홍권추광학회 / 少林洪拳(工字伏虎拳) - 中華民國長拳洪拳推廣學會

| 소림사 고승 지선선사 | 제1대 | 2대 홍문정 |